# Albert Axelrod
Albert „Albie“ Axelrod (* 12. Februar 1921 in New York City, New York; † 24. Februar 2004 ebenda) war ein US-amerikanischer Florettfechter.

## Leben
Albert Axelrod nahm von 1952 bis 1968 an fünf Olympischen Spielen teil. Sein bestes Resultat mit der Mannschaft war ein vierter Platz 1956 in Melbourne. Nach dem Einzug in die Finalrunde unterlag die US-amerikanische Equipe dort den Mannschaften Frankreichs, Italiens und Ungarns und belegte damit den letzten Platz der Gruppe. Bei den Olympischen Spielen 1960 in Rom erreichte er im Einzel ebenfalls die Finalrunde, die er mit 3:2-Siegen hinter den sowjetischen Fechtern Wiktor Schdanowitsch und Juri Sissikin auf dem Bronzerang abschloss. Axelrod erzielte wiederholt Erfolge bei den Panamerikanischen Spielen. So gewann er 1955 in Mexiko-Stadt, 1959 in Chicago, 1963 in São Paulo und 1967 in Winnipeg sowohl im Einzel als auch mit der Mannschaft immer mindestens die Silbermedaille. 1959 und 1963 gelang ihm mit der Mannschaft der Gewinn der Goldmedaille.
Axelrod konnte zudem mehrere Goldmedaillen bei der Makkabiade gewinnen. 1973 wurde er in die International Jewish Sports Hall of Fame aufgenommen.